# Squaw Valley Ski Resort

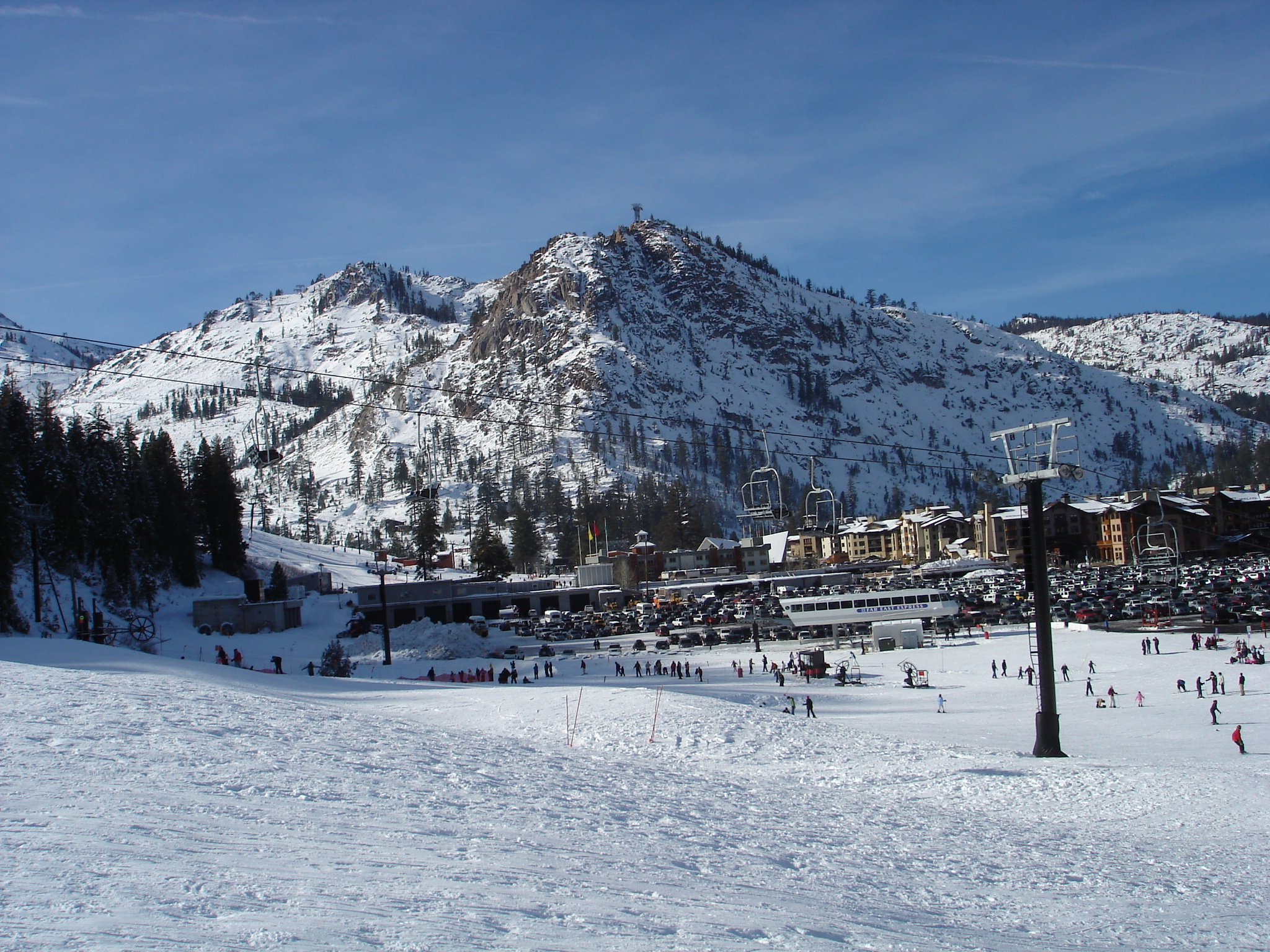
Vista de Squaw Valley.

Squaw Valley Ski Resort, na Califórnia, é uma das maiores estações de esqui dos Estados Unidos. Foi a sede dos Jogos Olímpicos de Inverno de 1960.